# Zehmemoos (Gemeinde Bürmoos)
Zehmemoos ist ein Ortsteil der Gemeinde Bürmoos im österreichischen Bundesland Salzburg und liegt im Norden des Bezirkes Salzburg-Umgebung rund 25 km nördlich der Stadt Salzburg. In Zehmemoos entstanden Mitte des 19. Jahrhunderts die frühesten Ansiedlungen der heutigen Gemeinde Bürmoos.

## Geografie
Zehmemoos befindet sich im östlichen Teil der Gemeinde Bürmoos, das Gebiet ist durchwegs flach und zu einem großen Teil mit Wohnansiedlungen verbaut. Einen weiteren großen Anteil an der Fläche nimmt eine teils moorähnliche Waldlandschaft ein. Es gibt auf dem Gebiet des Ortsteils keinen nennenswerten Gewässer.
Der Ortsteil ist keine Katastralgemeinde und keine Ortschaft im verwaltungstechnischen Sinne, sondern wird statistisch als Siedlung geführt und bildet diesbezüglich einen Zählsprengel der Gemeinde.

## Geschichte
→ Zur Geschichte siehe auch Bürmooser Moor.
Bis in die erste Hälfte des 19. Jahrhunderts war das damalige Biermoos (alte Bezeichnung des Bürmooser Moors) in adeliger Hand. In den 1840er Jahren wurden diese Güter privatisiert und in Teilen an Meistbietende verkauft. Grund dafür war die Nutzbarmachung des vorhandenen Torfes als Rohstoff, da die Holzvorräte im Land Salzburg anderweitig benötigt wurden. Der Name Zehmemoos für einen Teil des Moorgebiets leitet sich von Eugen Zehme († 1908) her, einem aus Leipzig stammenden Rechtsanwalt, der das Gebiet 1887 von einem privaten Vorbesitzer, dem aus Sankt Johann im Pongau stammenden Rechtsanwalt Josef Meittinger, gekauft hatte. Die Bezeichnung Zehmemoos entstand als Spezifizierung eines Teils des Moorgebiets. Im Laufe der Zeit übertrug sich, gleich wie im Falle von Bürmoos, der Name für das Moor auf die Ansiedlung.
Bis Mitte des 19. Jahrhunderts war das heutige Ortsgebiet von Zehmemoos unbewohnt. Um 1850 entstand eine Ziegelfabrik, was auch als Beginn der Gemeinde Bürmoos überhaupt gesehen werden kann. Besonders im Zuge des vermehrten Torfabbaus sowohl für die Ziegelei als auch für die 1872 errichtete, nahe gelegene Glasfabrik in Bürmoos entstanden die ersten Zubauten und Ansiedelungen. Wesentliche Wohnansiedelungen entstanden aber erst in der zweiten Hälfte des 20. Jahrhunderts. Auf Landkarten aus der Zeit um 1900 ist daher für den Raum von Zehmemoos lediglich der Ziegelofen zu finden.
Für den Transport des gewonnenen Torfes existierte ab 1882 eine Feldbahn, die Bockerlbahn Bürmoos, die im Jahr 2000 eingestellt wurde und von der heute kaum noch Gleisrelikte zu sehen sind. Bemühungen um den Erhalt eines Teils der Bahn zu touristischen Zwecken hatten keinen Erfolg, lediglich einige wenige Wagengarnituren sind an verstreuten Orten ausgestellt. An den Namensgeber des Bürmooser Ortsteils erinnern heute noch die Dr.-Eugen-Zehme-Straße und die Von-Meittinger-Straße im Siedlungsgebiet, an den Ziegeleibetrieb erinnert die Torfwerkgasse.

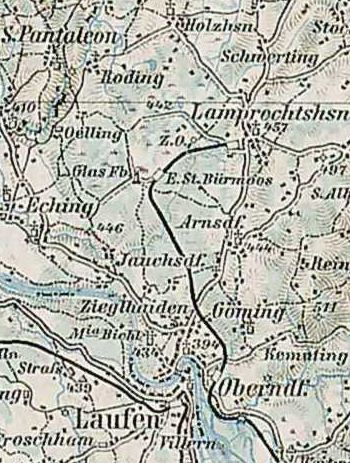
„Z.O.“ zur Kennzeichnung des Ziegelofens auf einer Karte der Francisko-Josephinischen Landesaufnahme, 1900
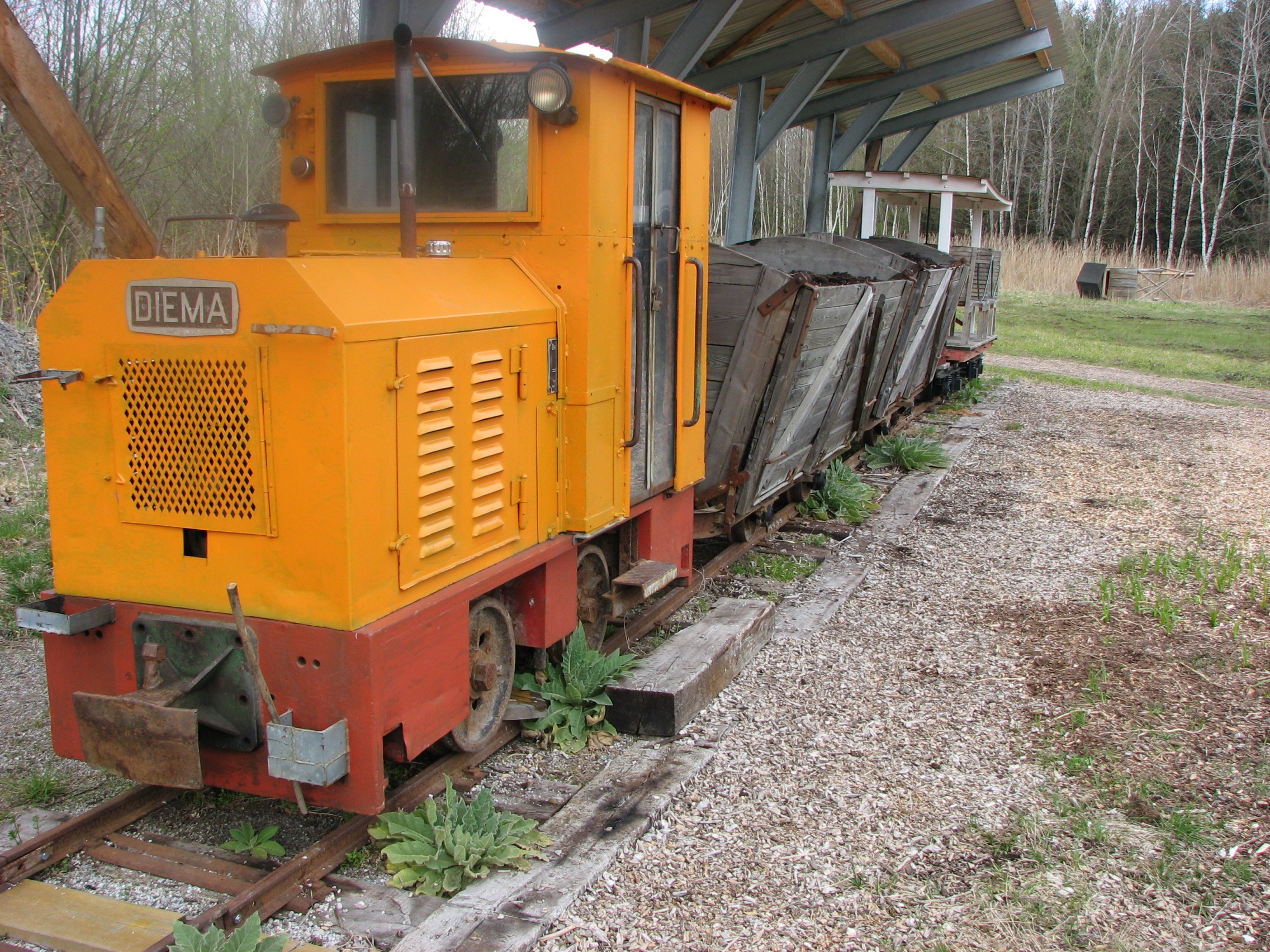
Eine Garnitur der Bockerlbahn
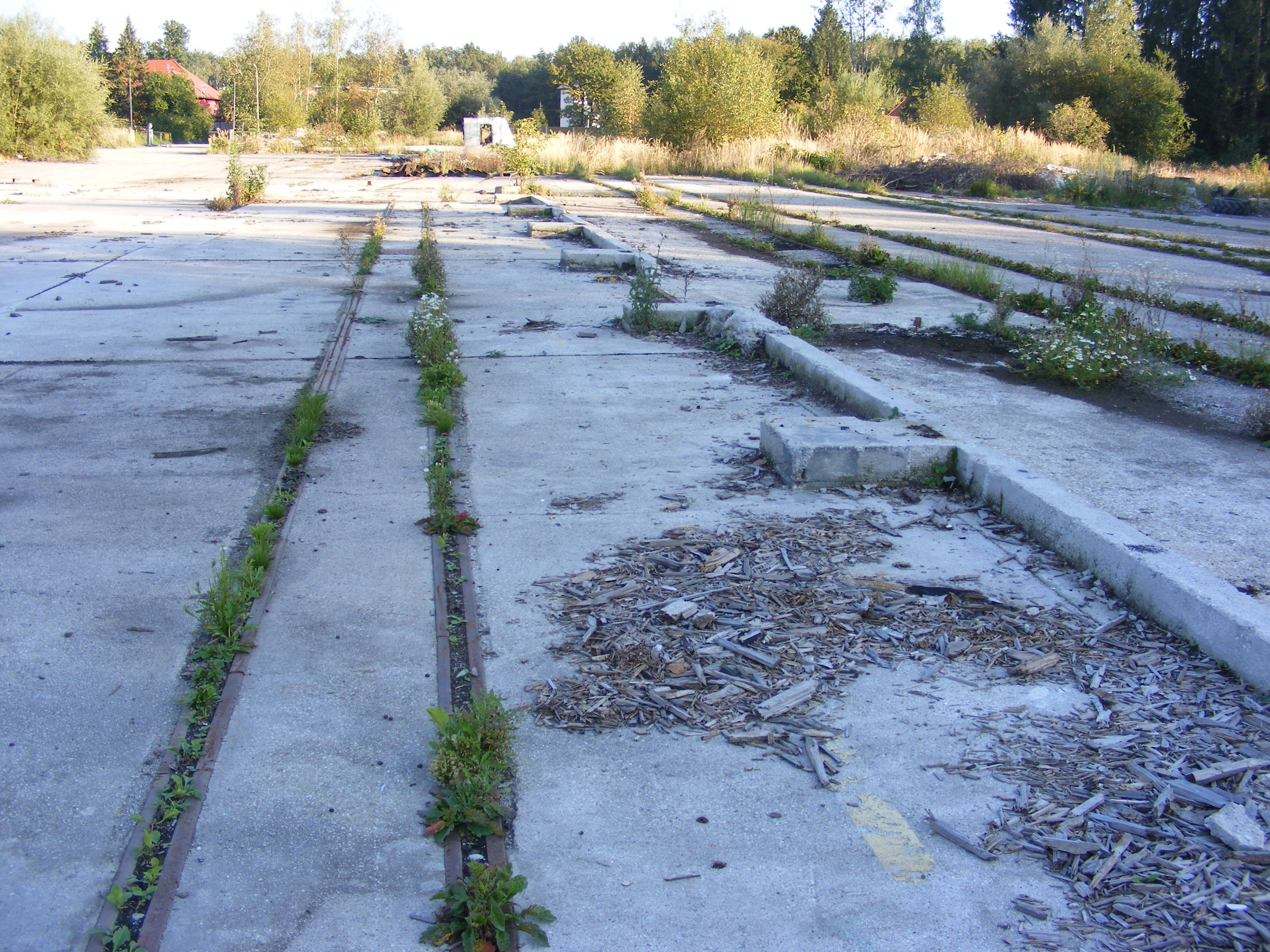
Ehemalige Endstelle der Bockerlbahn und Umladestelle auf die Salzburger Lokalbahn (2010)

Bis zur Gründung von Bürmoos als selbständige Gemeinde erst im Jahr 1967 gehörte Zehmemoos zur Gemeinde Lamprechtshausen, alle anderen Bürmooser Ortsteile zu Sankt Georgen bei Salzburg. Diese frühere Zugehörigkeit zu verschiedenen Gemeinden ist im Ort heute noch spürbar und äußert sich etwa in dem Umstand, dass der Ortsteil – trotz der geringen flächenmäßigen Ausdehnung der Gemeinde Bürmoos und obwohl Zehmemoos keine eigenständige Ortschaft darstellt – über eigene Ortstafeln verfügt. Zudem besteht der Ortsteil zu großen Teilen aus Wohnansiedlungen, die geografisch von den anderen Siedlungsgebieten von Bürmoos abgesondert liegen. Gewissermaßen als Trennlinie zwischen den Ortsteilen gilt das noch heute als Wahamoor bezeichnete Feuchtgebiet westlich von Zehmemoos, dessen Namensgeber, Josef Waha, ein Besitzer der Ziegelei war.

## Wirtschaft und Verkehr

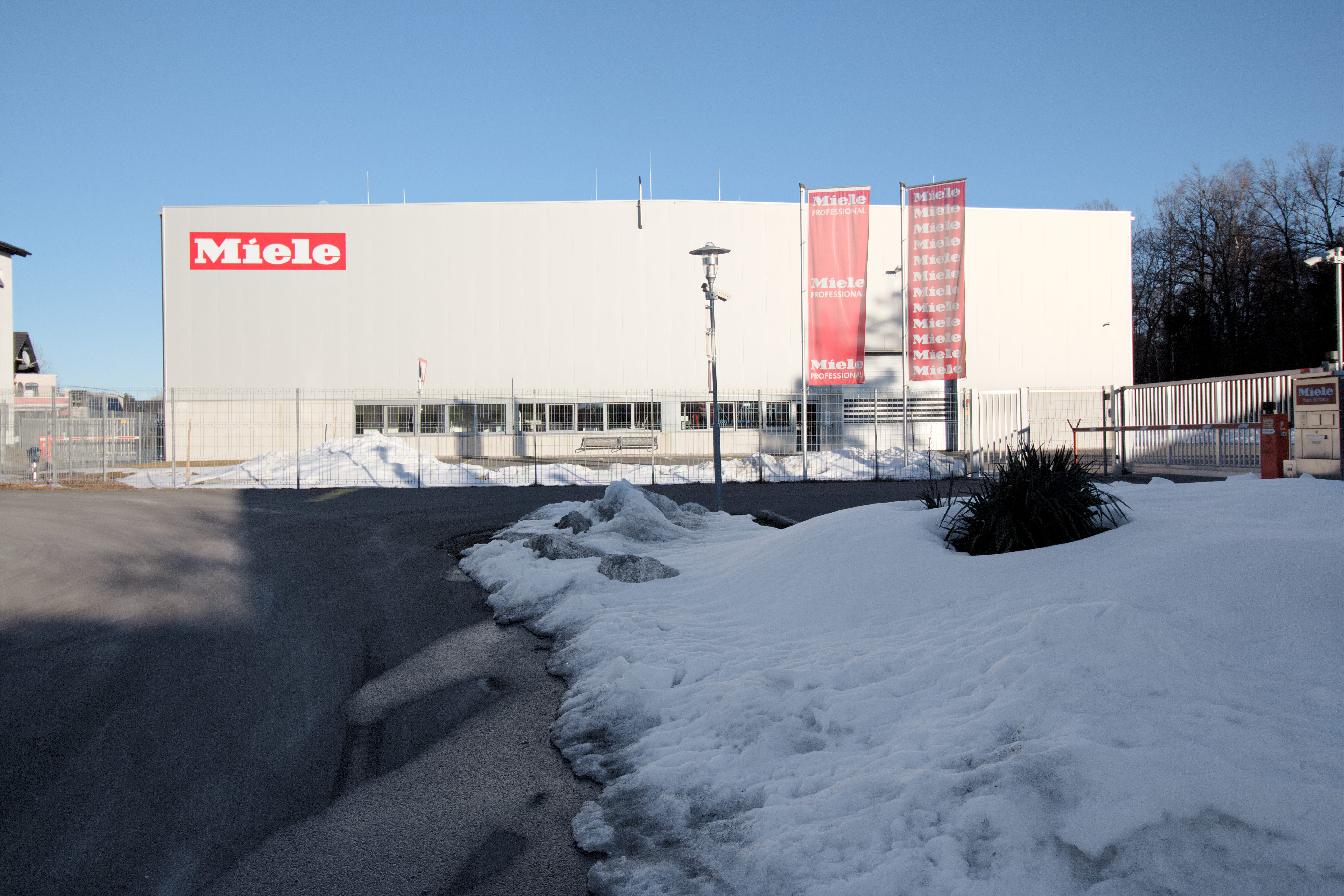
Miele-Werk in Zehmemoos

In Zehmemoos befindet sich unter anderem ein Werk der Firma Miele, eines der bedeutenden wirtschaftlichen Unternehmen in Bürmoos. Die Produktion startete 1962, die letzte Betriebserweiterung erfolgte 2001.
Zehmemoos verfügt über eine eigene Haltestelle der S-Bahn Salzburg an der Bahnstrecke Salzburg–Lamprechtshausen und ist mit deren Linie S1 halbstündlich, zeitweise viertelstündlich erreichbar. Die Gleisanlagen und der Haltestellenbereich wurden zuletzt 2020/21 erneuert.

## Kultur

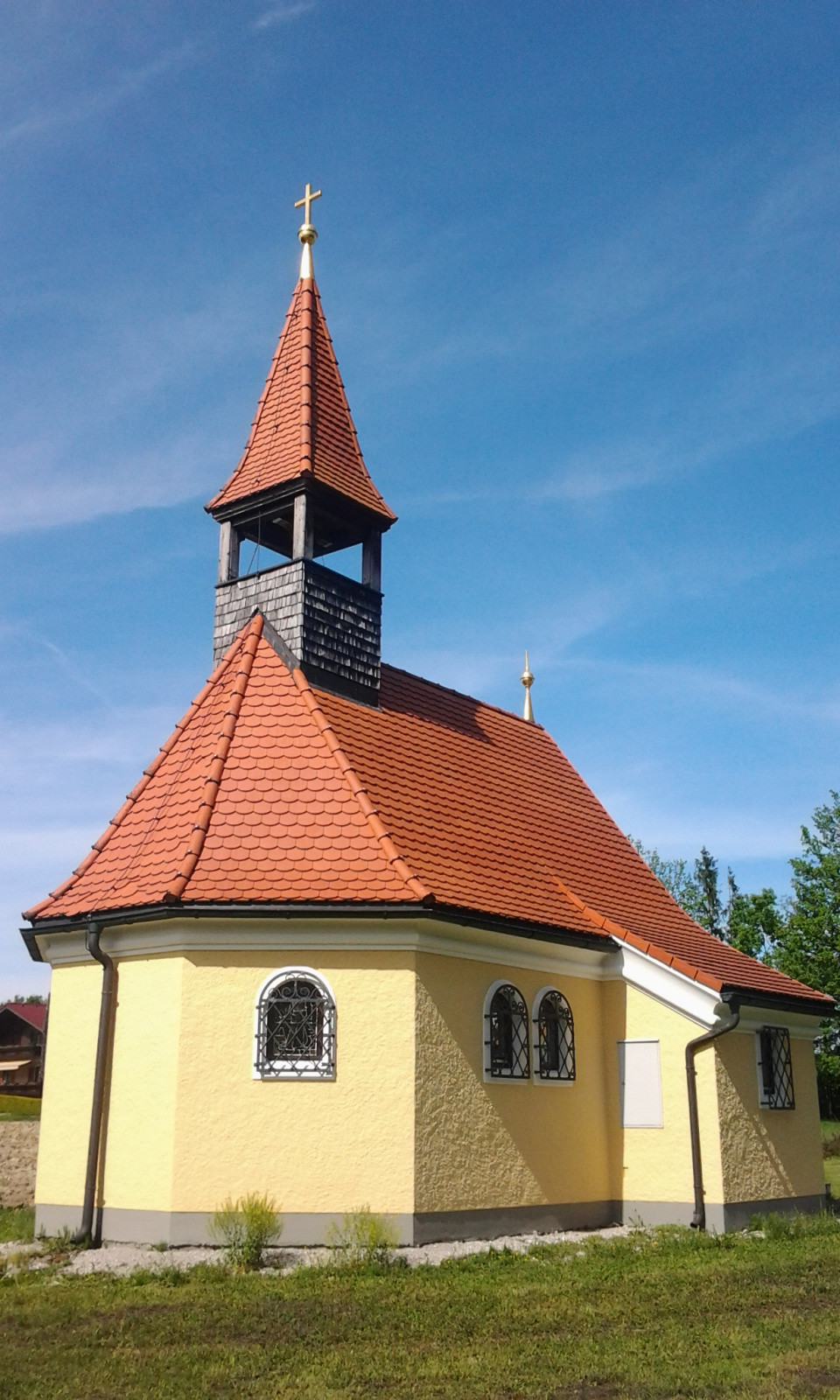
Marienkapelle

In Zehmemoos befindet sich als zweite katholische Stätte von Bürmoos die am 15. Mai 1988 eingeweihte Marienkapelle, in der in regelmäßigen Abständen Messen gelesen werden. Erbaut wurde die Kapelle auf Wunsch der Zehmemooser Bevölkerung, das Grundstück dafür wurde von einem Bauern gratis zur Verfügung gestellt. Von den Baukosten von 700.000 Schilling (rund 51.000 Euro) wurde die Hälfte von der Bürmooser Bevölkerung aufgebracht. Der Plan der Kapelle, die mit 50 Sitzplätzen ausgestattet ist, stammt von einem Zehmemooser Baufachmann. Als Grundstein wurde ein vom damaligen Pfarrer von einer Pilgerreise mitgebrachter Stein vom See Genezareth gelegt.
Im Werk der Firma Miele befindet sich ein Versammlungssaal, der auch für öffentliche kulturelle Veranstaltungen genutzt wird.